# Михайловський Костянтин Якович
Костянтин Якович Михайловський (1834, Чернігівська губернія—9(22) вересня 1909, Санкт-Петербург) — інженер, мостобудівник.

## Життя
Костянтин Якович Михайловський народився у 1834 році в Чернігівській губернії, його батько Яків Артемович Михайловський був чернігівським дворянином. Освіту Костянтин здобув в першому кадетському корпусі, пізніше навчався в Михайлівському артилерійському училищі. Брав участь у Кримській війні. Після вступив до Інституту корпусу шляхів сполучення, який закінчив у 1861 році та став на службу.
Багато років Михайловський працював над створенням сучасної інфраструктури Російської імперії, необхідної для торгівлі, наприклад, експорту пшениці до Європи (як у випадку з Маріїнською водою) або перевезення вантажів та пасажирів до та із західних областей Росії через Сибір на Далекий Схід (як у випадку Транссибірської залізниці).
Костянтин Михайловський спроектував (разом із Миколою Белелюбським та Володимиром Березіним) Олександрівський залізничний міст через річку Волга біля Сизрані, на момент будівництва (1876-1880 рр.) найдовший міст Європи.
З 1893 по березень 1898 року перебував на чолі Управління з будівництва Західно-Сибірської залізниці, що розміщувалась у Челябінську.
У 1899 році був призначений начальником Управління по спорудженню залізниць міністерства шляхів сполучення. У вересні 1905 року Костянтин Михайловський призначений членом Ради міністрів шляхів сполучення. У лютому 1907 року йому було присвоєно титул дійсного таємного радника. У березні 1907 року відповідно до прохання був звільнений через хворобу іменним імператорським указом.
Похований на Нікольському цвинтарі Олександро-Невської лаври в Санкт-Петербурзі.
В некролозі, опублікованому в журнілі "Нива" (1909р., № 42) сказано: